# Quinto Fábio Postúmino
Quinto Fábio Postúmino (em latim: Quintus Fabius Postuminus) foi um senador romano nomeado cônsul sufecto para o nundínio de maio a agosto de 96 com Tito Priférnio.

## Origem
Como o último membro conhecido da gente patrícia republicana dos Fábios foi Paulo Fábio Pérsico, que morreu na época de Cláudio, é provável que Postúmino seja descendente de uma família cliente ou liberta da gente Fábia. O historiador Ronald Syme lembra que há cerca de 300 Fábios conhecidos nas províncias hispânicas e mais 50 na Gália Narbonense; provavelmente Postúmino era oriundo de uma delas. 
Depois do assassinato de Domiciano, Postúmino estava presente no Senado quando Plínio, o Jovem, iniciou o processo contra Publício Certo e se juntou a Lúcio Domício Apolinário, Aulo Dídio Galo Fabrício Vejento e Quinto Fúlvio Gilão Bício Próculo na defesa dele.
Postúmino foi governador proconsular de duas províncias, da Mésia Inferior entre 102 e 103 e, quase uma década depois, da Ásia, entre 111 e 112. Entre 113 e 117, foi prefeito urbano de Roma.